# Fowler-Christmas-Chapple-Syndrom
Das Fowler-Christmas-Chapple-Syndrom, englisch auch als Fowler’s Syndrome bezeichnet, ist eine Blasenentleerungsstörung bei jungen Frauen infolge einer Störung am Blasenschließmuskel und tritt gehäuft im Zusammenhang mit Polyzystischem Ovar-Syndrom auf.
Nicht zu verwechseln ist das Fowler-Syndrom, welches eine angeborene Erkrankung mit einer das Gehirn betreffenden Gefäßveränderung (zebrebrale Vaskulopathie) und in deren Folge ein Gewebsuntergang mit einer Hydrozephalie oder (Hydro-)Anenzephalie bezeichnet.
Die Bezeichnung bezieht sich auf die Erstautorin der Erstbeschreibung aus dem Jahre 1985 durch die britische Ärztin Clare J. Fowler.

## Verbreitung
Die Häufigkeit wird mit unter 1 zu 1.000.000 angegeben.
Andererseits soll es sich um die häufigste Ursache des Harnverhaltes handeln.

## Klinik
Klinische Merkmale sind:
- Harnverhalt
- Restharn
- Abnorme Muskelaktivität im Elektromyogramm
- Keine ersichtliche anatomische Auffälligkeit oder neurologische Störung

Als Komplikationen können Harnwegsinfekte auftreten.

## Behandlung
Als Therapie kommt die Sakrale Neurostimulation oder Sakrale Neuromodulation infrage.